# Ambroise Gardeil
Ambroise Gardeil (Nancy, França, 29 de março de 1859 – 2 de outubro de 1931) foi um religioso dominicano, filósofo e teólogo católico. Foi seguidor de Santo Tomás de Aquino, que leu em estreita relação com Santo Agostinho. Foi professor de Réginald Garrigou-Lagrange.

## Trajetória
Em 1878 ingressou na Ordem Dominicana e em 1884, terminados os estudos, começou a explicar De Locis Theologicis. De 1888 a 1911 foi professor de Dogma e Moral. Foi chefe de estudos do Le Saulchoir desde 1893, é também cofundador (com Connier e Mandonet) da Revue Thomiste, na qual publicou muitos dos seus estudos. Professor de toda uma geração de professores de teologia dominicanos que o seguiram, em 1911 abandonou o ensino, dedicando-se ao amadurecimento de suas obras e de sua vida apostólica.
Foi um dos professores tomistas que dedicou seu trabalho à renovação dos estudos de filosofia e teologia. 

## Pensamento
Ele confrontou, primeiro, o cientificismo do século XIX; depois, com o sentido de “Ação” (Blondel), e depois com o movimento modernista. Sua doutrina é um comentário sobre Tomás de Aquino especialmente na direção de João de São Tomás. A sua abertura final levou a pensar que se estava a tornar “agostiniano”, embora na realidade fosse uma leitura de Santo Agostinho a partir de São Tomás de Aquino. Sua influência não foi imediata, mas foi evidente em seus discípulos.

## Obras
- La crédibilité et l'apologétique, París 1908;
- Le donné révélé et la théologie, París 1910;
- La structure de l'âme et expérience mystique, 2 vol., París 1927;
- La vraie vie chrétienne, París 1937 (obra póstuma)
- Le Saint-Esprit dans la vie chrétienne, Juvisy, 1935.